# 나가시마정 (미에현)

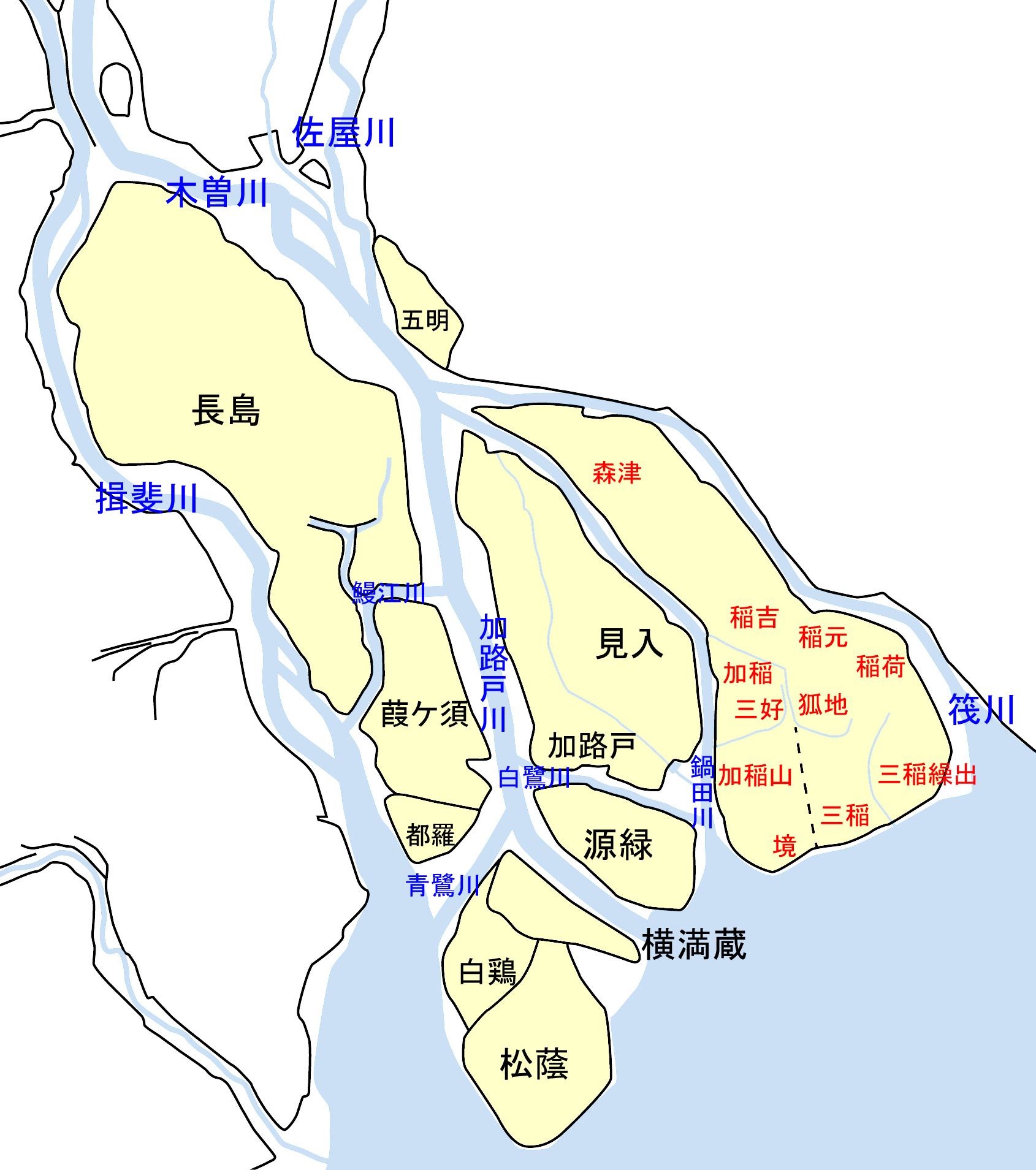
기소미카와 분류공사이전 기소강 하구부의 상황. 흑자는 윤중의 명칭（양국 윤중에 대해서는 주요한 촌명）。

나가시마정(長島町)은 미에현의 호쿠세이 지역에 위치하며, 기소미카와 하구부의 노오 평야 남서부에 한때 존재했던 정이다. 2004년 12월 6일에 구와나시, 다도정과 합병해 구와나시가 되어 폐지되었다.

## 역사
전국시대에는 무카이무네의 동해 지방 거점이 되었지만 오다 노부나가에 의해 멸망당했다(나가시마 잇무카이 이치규).에도 시대에는 나가시마 번이, 메이지 유신을 맞이하여 한때 「나가시마 현」이 놓였으나, 그 후 「야스노쓰 현」이 되었다.
1959년에는 이세 만 태풍에 의해 마을을 둘러싼 제방이 15곳에서 파제.정역 대부분이 수몰되어 380여 명의 희생자를 냈다.
- 1889년 4월 1일 - 정촌제 시행으로 23개 촌의 구역으로 나가시마촌이 성립하였다.
- 1954년 10월 23일 - 나가시마촌이 정으로 승격해 나가시마정이 되었다.
- 1955년 4월 1일 - 구스노촌과 합병해 새로운 나가시마정이 성립하였다.
- 1956년 9월 30일 - 이소지마촌을 편입하였다.
- 2004년 12월 6일 - 구와나시, 다도정과 합병해 구와나시가 성립하였다. 동일 나가시마정은 폐지되었다.

## 문화
지리적으로 사람의 왕래에 장애가 되는 기소강 사이에 서일본과 동일본 문화의 경계에 해당하는 예가 있다.
예를 들어, 이비강 이서의 미에현에서 사용되는 방언의 악센트는 기본적으로 게이한식 악센트(칸사이 사투리)이지만, 이비가와 강 건너의 나가시마 사투리(나가시마초 말)는 오와리 밸브(나고야 사투리)에 가깝다.구와나 시가(도카이도 53차 이세국 구와나숙)에서 이비강에 놓인 다리를 나가시마 쪽으로 건너면 액센트가 크게 변화한다.
또 식문화의 예로는 『비밀의 켄민 SHOW』가 마을 주민들에게 집에서 카레를 가져오게 하여 실시한 조사[2]에서는 카레라이스에 사용하는 고기로서 간사이 쇠고기 주체의 문화와 관동 돼지고기 주체의 문화가 팽팽했기 때문에 「켄민보더라인 카레 육우&돼지」마을로 인정되었다.

## 행정
- 정장 : 히라노 히사카츠 (폐지 전날 현재)

## 교통

### 철도
- 도카이 여객철도
  - 간사이 본선

- 긴키 닛폰 철도
  - 나고야 선

## 교통
- 국도 1호선
- 국도 23호선